# Closteromerus bicolor
Closteromerus bicolor là một loài bọ cánh cứng trong họ Cerambycidae.